# Bahía de San Juan (Puerto Rico)
La bahía de San Juan (En inglés: San Juan Bay) es la bahía y entrada principal adyacente al  Viejo San Juan en el nororiente de Puerto Rico. Tiene aproximadamente 5.6 kilómetros (3.5 millas) de longitud, la mayor parte del cuerpo es un estuario de aproximadamente 97 millas cuadradas (250 km2) llena de canales, ensenadas y ocho lagunas interconectadas. La Bahía de San Juan alberga el puerto más concurrido de la isla que se remonta atrás en la historia a al menos 1508.

## Geografía
La bahía es un cuerpo de agua semicerrado con un elaborado sistema de bucles, cuencas y canales en el centro de los monumentos históricos más importantes y las comunidades más grandes de Puerto Rico. La Bahía de San Juan ofrece atracciones recreativas, turísticas y turísticas, y su forma curva ofrece una variedad de instalaciones de atraque para embarcaciones. Debido a la expansión comercial y el estrés ambiental en la región,  el estuario ha sido el centro de proyectos de ecología de restauración. En 2015, el Programa del estuario de la Bahía de San Juan empezó a utilizar banderas verdes para marcar la condición de las aguas de la bahía.
En un mapa, la Bahía de San Juan parece conectar dos lagos adyacentes. Esta impresión proviene de una lengua de tierra, Puntilla ("pequeña punta"), que se proyecta desde el islote de San Juan Bautista hacia el centro de la bahía y se acerca a otra protuberancia (Punta Cataño) que se extiende desde el otro lado de una isla más grande. La ilusión demuestra la forma irregular de la bahía. Junto a Puntilla se encuentran los muelles que, según los informes, son los más activos del Caribe. Parte del Puerto de San Juan,  está en el Islote de San Juan Bautista en la entrada al Canal de San António. Tres puentes entre el islote y el continente cruzan el canal, que conectan la bahía con la Laguna del Condado y el Océano Atlántico. Uno de estos puentes es el histórico Puente de Dos Hermanos. Antes de su construcción, la Laguna del Condado era la entrada más estrecha a la bahía.
Del otro lado, al otro lado de la península de Isla Grande, el interior de la bahía tiene forma de triángulo. Contiene la concurrida Bahía de Puerto Nuevo (New Port Bay), que está más cerca de las redes de transporte terrestre que el Puerto de San Juan. La bahía es alimentada por el Río Piedras , que desemboca en la bahía a través del Canal Martín Peña . El canal de 3,75 millas (6,04 km) conecta la bahía con otras lagunas y la ciudad de Río Piedras .

## Historia

### Poblamiento y conquista por europeos

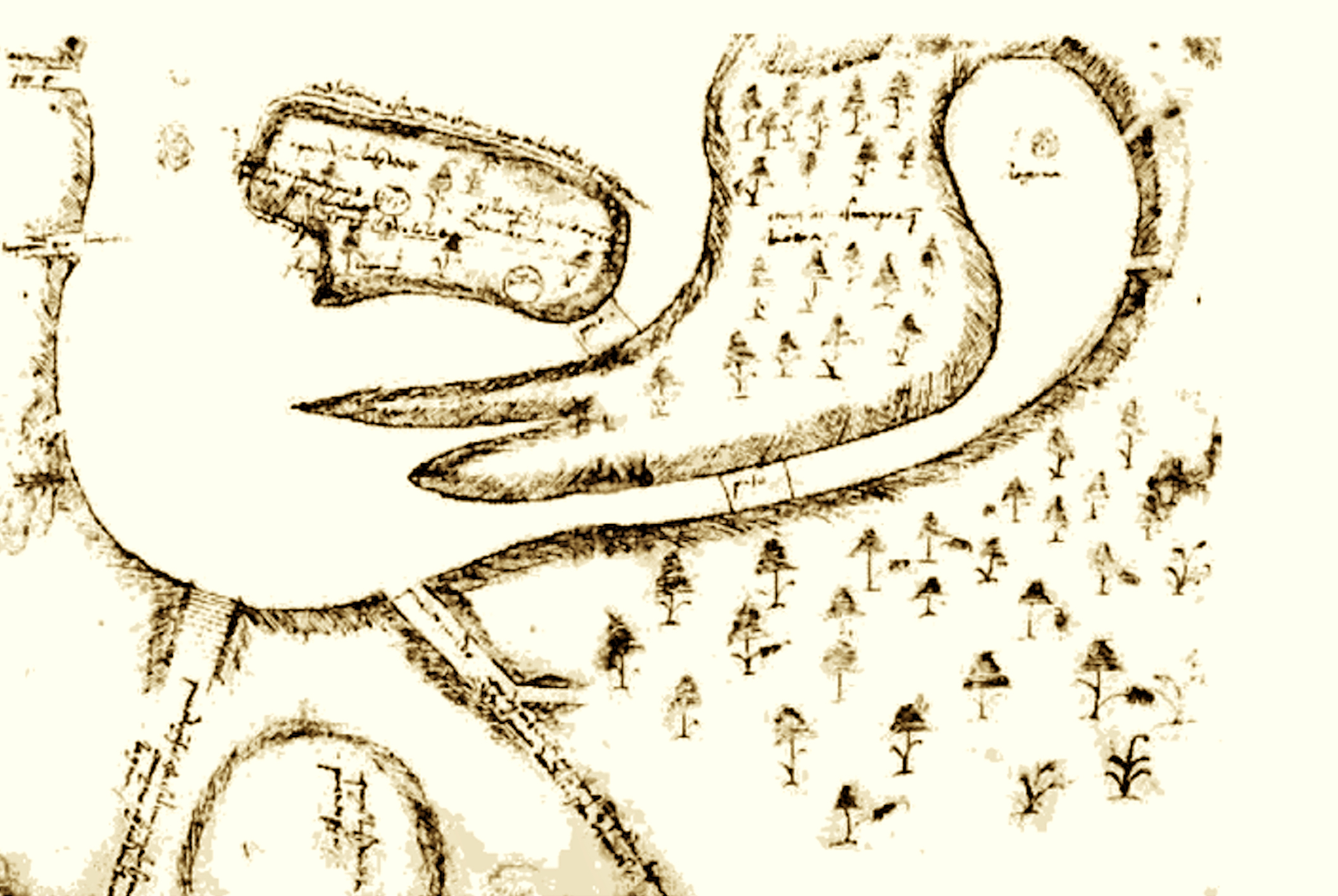
Bosquejo de Rodrigo de Figueroa de 1519 de la Villa de Puerto Rico, antes de que los colonos de Caparra se trasladaran al puerto

Los conquistadores españoles del Nuevo Mundo pensaron en términos de paisajes urbanos y organización municipal . No lanzaron su conquista de las Indias desde carabelas o campamentos itinerantes. Los españoles necesitaban viviendas sólidas, preferiblemente rodeadas de muros de roca, como lo habían hecho en Europa . Juan Ponce de León pasó días buscando el mejor lugar para construir una villa , el anteproyecto de una ciudad colonial. El gobernador de Santo Domingo , Nicolás de Ovando, lo había designado para pacificar y evangelizar la isla cercana, que Cristóbal Colón había llamado "San Juan Bautista" durante su segundo viaje a las Américas. La frontera con los temibes caribes y sus supuestas costumbres caníbales en su costa, fue la oportunidad para demostrar la fuerza y glorificar a Dios y al país por parte de los conquistadores. Siguiendo la recomendación de Ovando, Fernando II de Aragón nombró adelantado a Ponce de León y lo autorizó a conquistar la isla taína. Boriquén, el nombre indígena de Puerto Rico, sería la segunda isla del Caribe en formar parte del Imperio español.
En 1508 Ponce de León navegó a la Bahía de Guanica, al oeste de la isla, donde el cacique local Agüeybaná dio la bienvenida a sus hombres como aliados contra los Caribes. Sin embargo, los españoles no encontraron un sitio adecuado para asentarse allí. El adelantado y su equipo pequeño de hidalgos atravesaron la isla hasta que  vieron una bahía espaciosa, casi sin salida al mar, en la costa nororiental. Ningún pueblo indígena aparecía para reclamar el área, por estar sujeta a incursiones de los Caribes. Ponce De León nombró el cuerpo de agua Bahía del Puerto Rico.

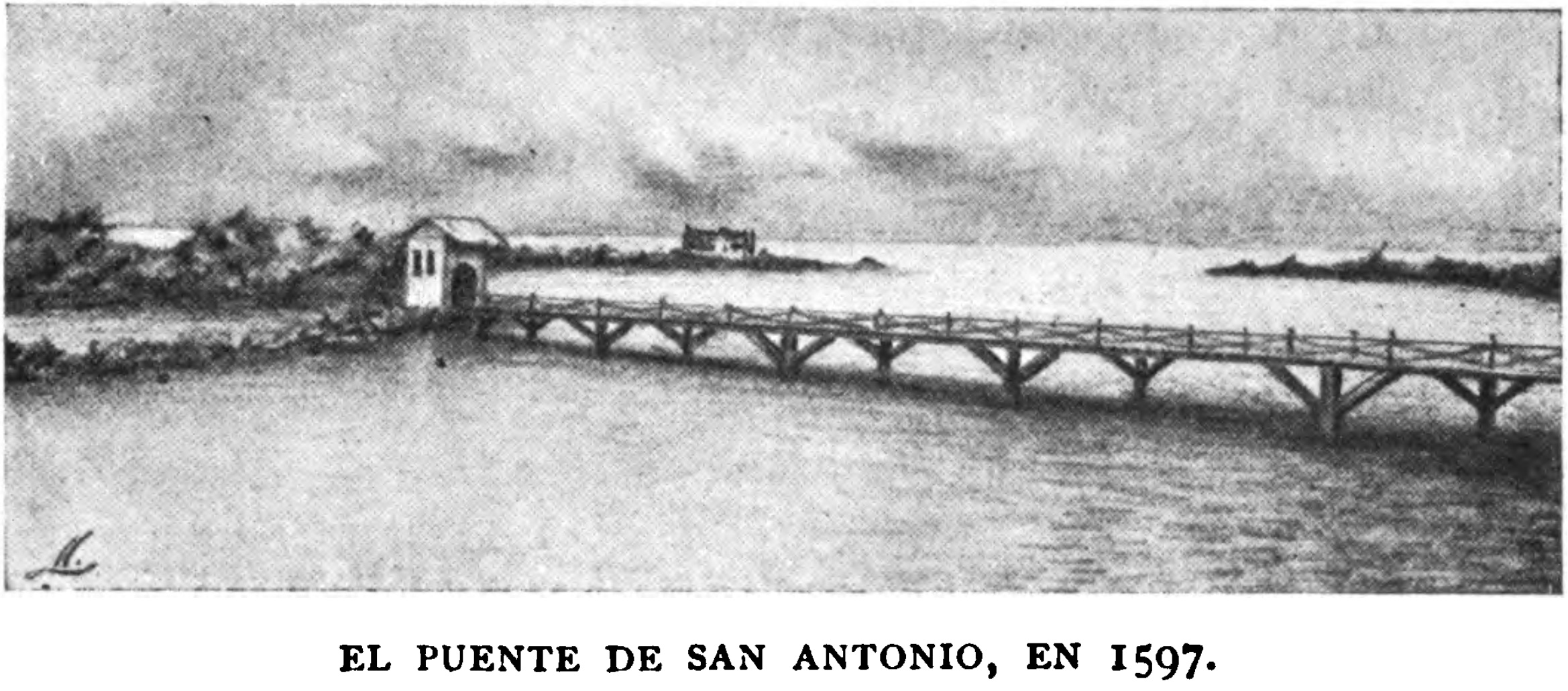
1919 dibujo del Puente de San Antonio en 1597

Ponce de León avanzó tierra adentro y ordenó el primer asentamiento español en la isla, a 4,8 km (3 millas) de la bahía. Siguiendo la sugerencia de Ovando, nombró al asentamiento Caparra . El explorador eligió el sitio por su cercanía al mar y "a las minas de oro y a las haciendas del Valle de Toa".
Caparra resultó ser una empresa desfavorable. Los frailes mendicantes apelaron a Ponce de León para acercar el asentamiento a la bahía (y sus brisas marinas), diciendo que su ubicación actual era letal para los niños. El gobernador se opuso rotundamente, ya que había hecho construir una casa en Caparra. En 1511 la corona nombró un nuevo gobernador, Juan Cerón , quien recibió permiso real para reubicar la villa. Según el mapa de Rodrigo de Figueroa , los aldeanos se reasentaron en un islote boscoso y ventoso de tres millas en la entrada de la bahía.  En 1521, los residentes completaron el reasentamiento y llamaron al nuevo pueblo "Villa de Puerto Rico". Varios años más tarde, el poblamiento fue rebautizado como "Ciudad de Puerto Rico". Los ingenieros coloniales fortalecieron el islote con paredes y castillos, conectando al  Puerto Rico continental con el Puente de San Antonio, y llegó a ser conocido como "la ciudad amurallada".
El historiador español del siglo XVI y activista indígena Bartolomé de las Casas describió la bahía y sus alrededores con nombres diferentes a los que se usan actualmente:  La isla que llamamos de San Juan, que por vocablo de la lengua de los indios, vecinos naturales della, se nombraba Boriquén... tiene algunos puertos no buenos, si no es el que llaman Puerto-Rico. Según de las Casas, los indios llamaron a su isla "Boriquén"; los españoles lo llamaron "San Juan" y su puerto "Puerto Rico". Con el tiempo, la isla se convirtió en Puerto Rico y su puerto (y bahía) San Juan; el nombre indio cambió a Borinquen, sin diacrítico y con una n extra

### Periodo colonial
Aunque los vientos del Atlántico pueden haber proporcionado un clima más saludable en el islote, trasladar el pueblo de Caparra a la bahía no protegió más a los colonos de los ataques caribes. Los caribes, comprendiendo el impacto de la colonización europea en su supervivencia, asaltaron ferozmente el nuevo asentamiento.
Para el siglo XVIII la población del islote se había expandido hacia la Ciudad Atlántica de San Juan , en gran parte debido a la proximidad de la bahía y su puerto. Se fortificaron la ciudad y las entradas de la bahía; la bahía y sus murallas aislaban a los habitantes españoles del resto de la población de la isla, creando una casta..
Durante los últimos 500 años, la función más importante de la bahía ha sido vincular a Puerto Rico y el mundo exterior,  antes destacamentos de la flota del tesoro española conectaron la colonia insular con la red colonial española Con su ubicación estratégica, fue un objetivo para los ataques piratas y un sitio para que las potencias imperiales demostraran su poderío militar. En el lado este de la boca de la bahía, el Castillo San Felipe del Morro aún conserva su estrecha entrada.

## Presente

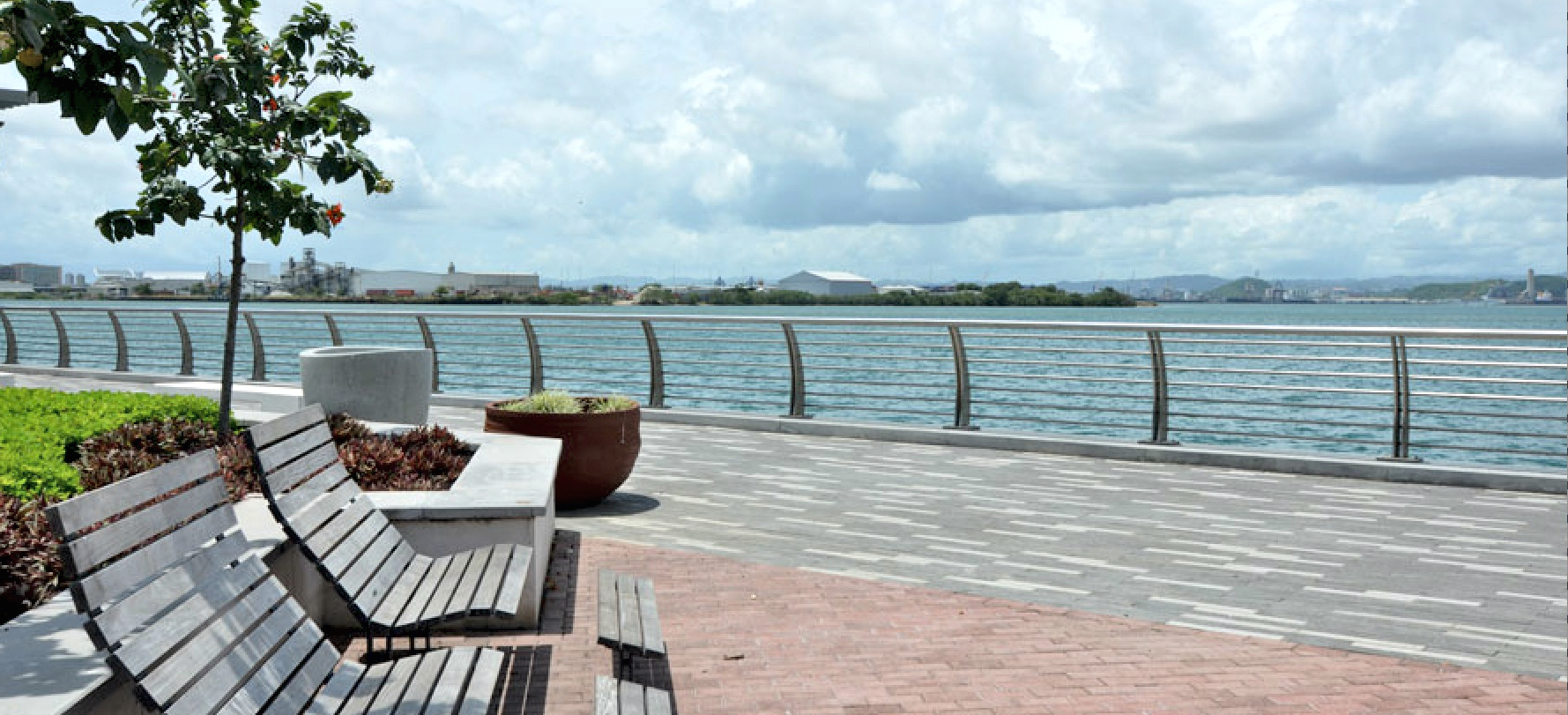
Vista de la bahía desde el sendero del Muelle 8

El Puerto de San Juan, en el islote en el lado norte de la bahía, se encuentra hoy en día entre los puertos caribeños más activos. Miles de pescadores surcan las aguas salobres donde el agua dulce se encuentra con el mar . La belleza y diversidad ecológica de la Bahía de San Juan atrae el turismo y una variedad de actividades recreativas.
Sin embargo, un resultado de la explotación ha sido la degradación de una porción significativa de los recursos naturales de la bahía; el área también es susceptible a la actividad sísmica. Un proyecto de restauración ha devuelto el agua de la bahía al estado "seguro en contacto" y ha integrado la infraestructura costera renovada de la ciudad en la costa de la bahía.

## Galería

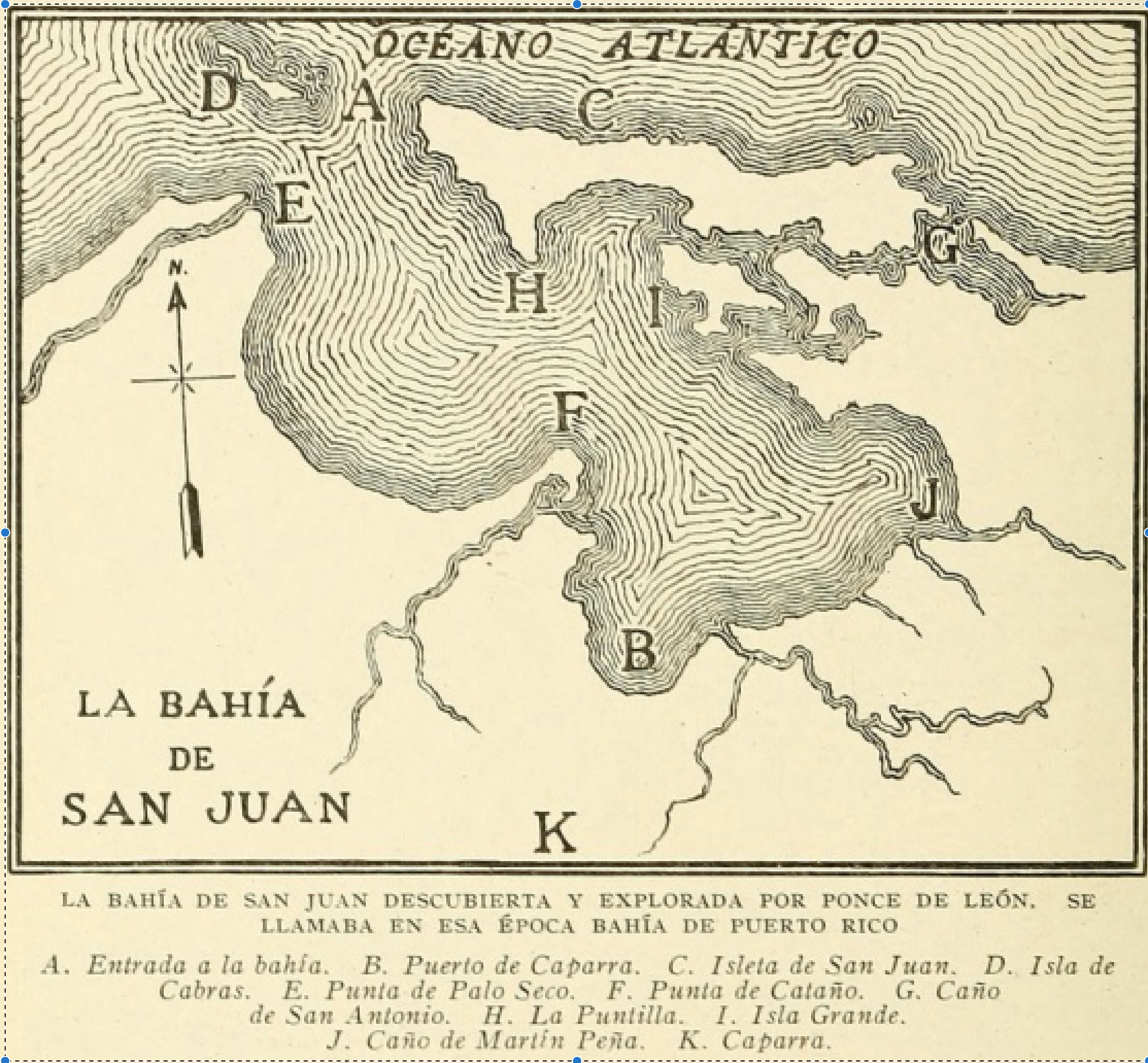
Croquis de 1922
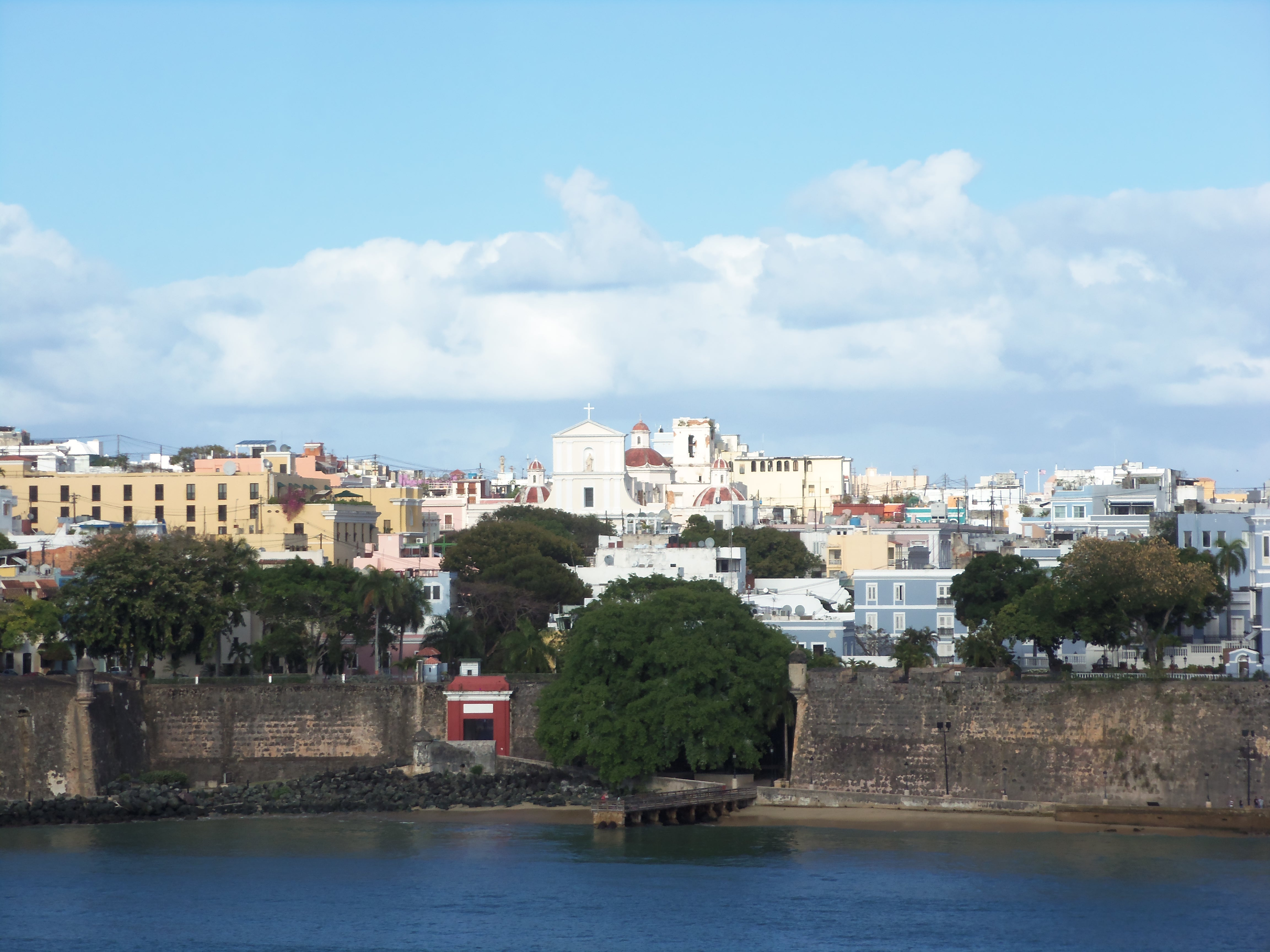
La Ciudad Amurallada, vista desde la bahía
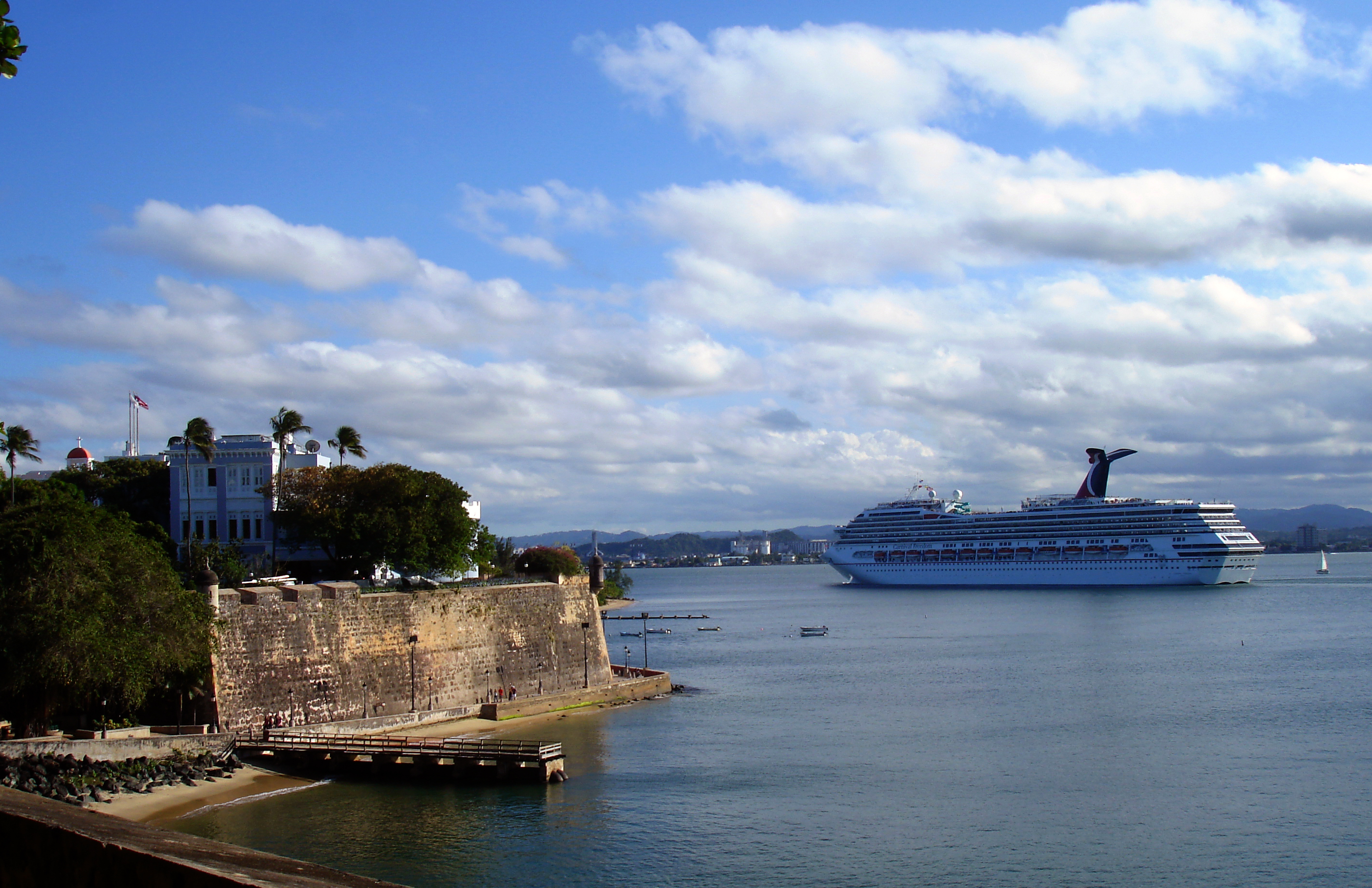
Crucero entrando en la bahía
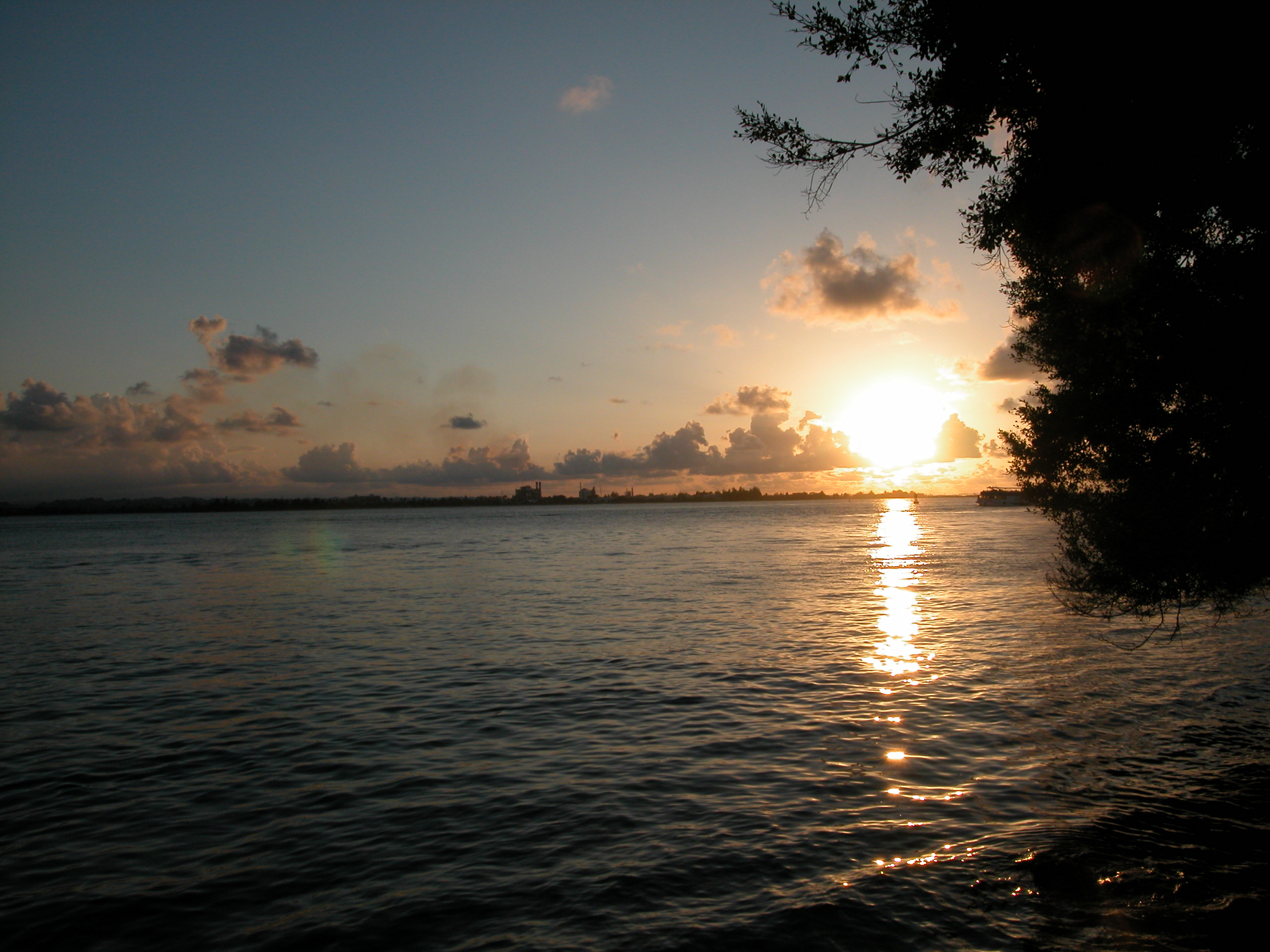
Puesta de sol
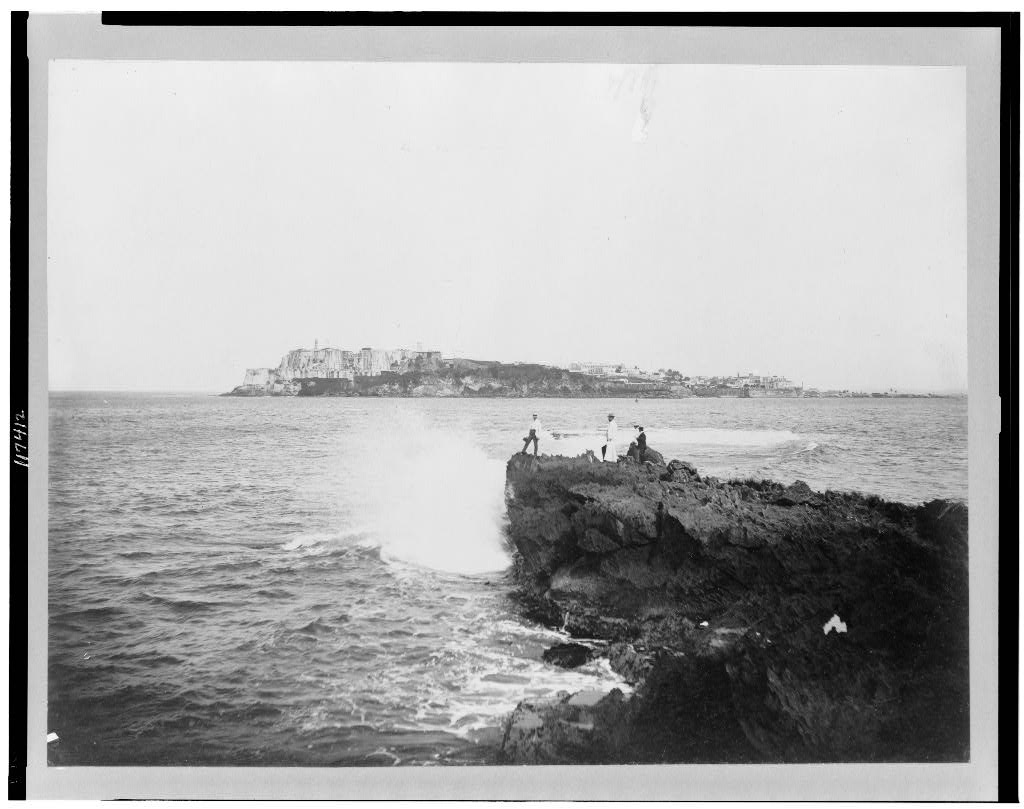
Entrada estrecha, vista desde la Isla de Cabras
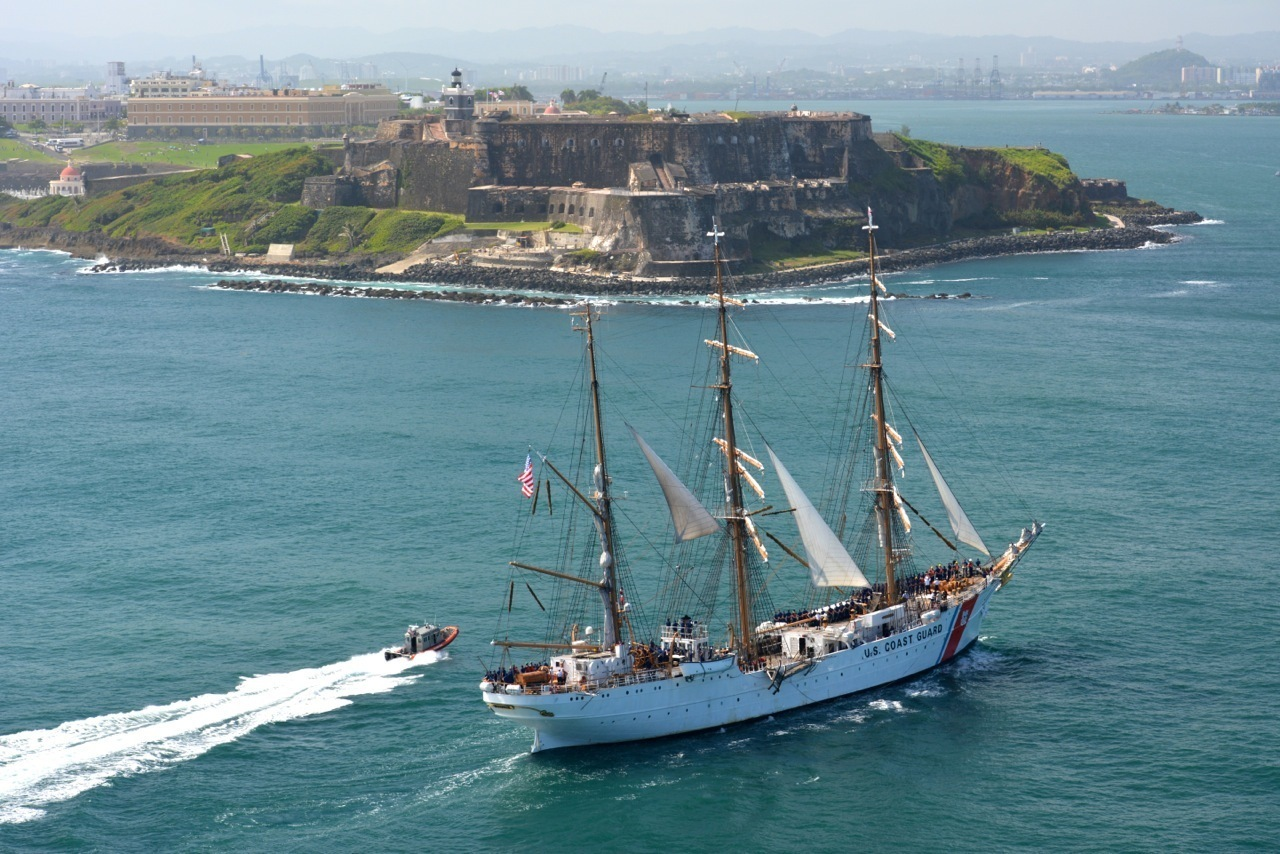
Barco de la Guardia Costera de EE. UU. entrando en la bahía
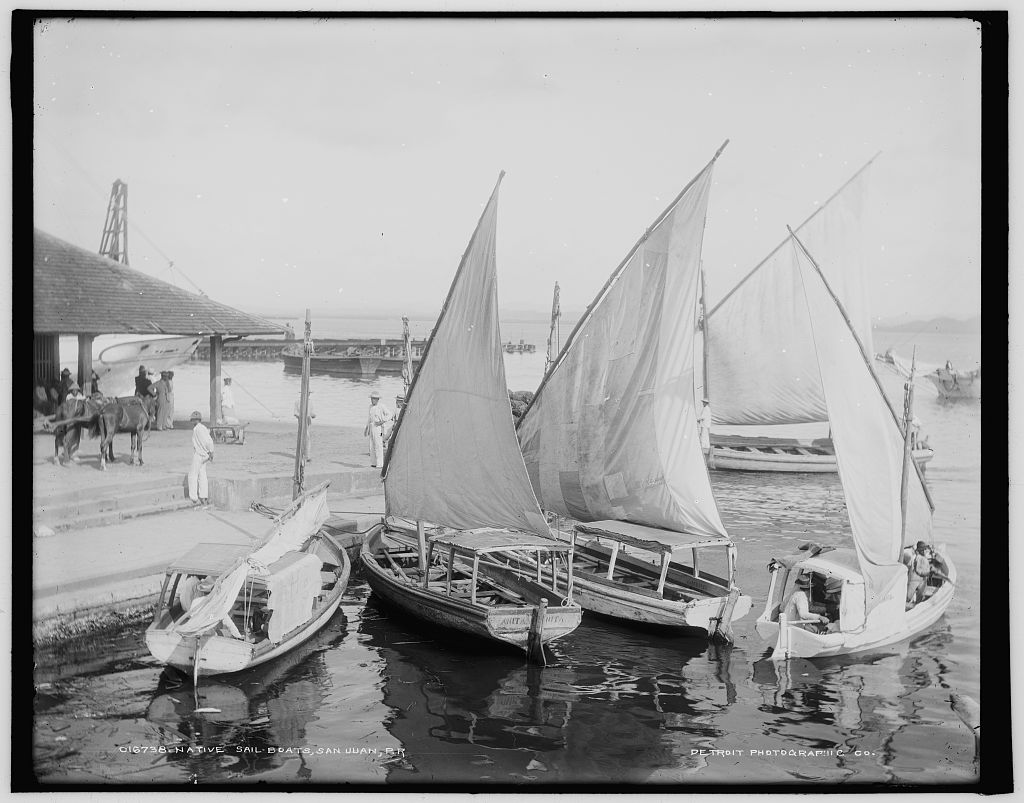
Veleros en 1901
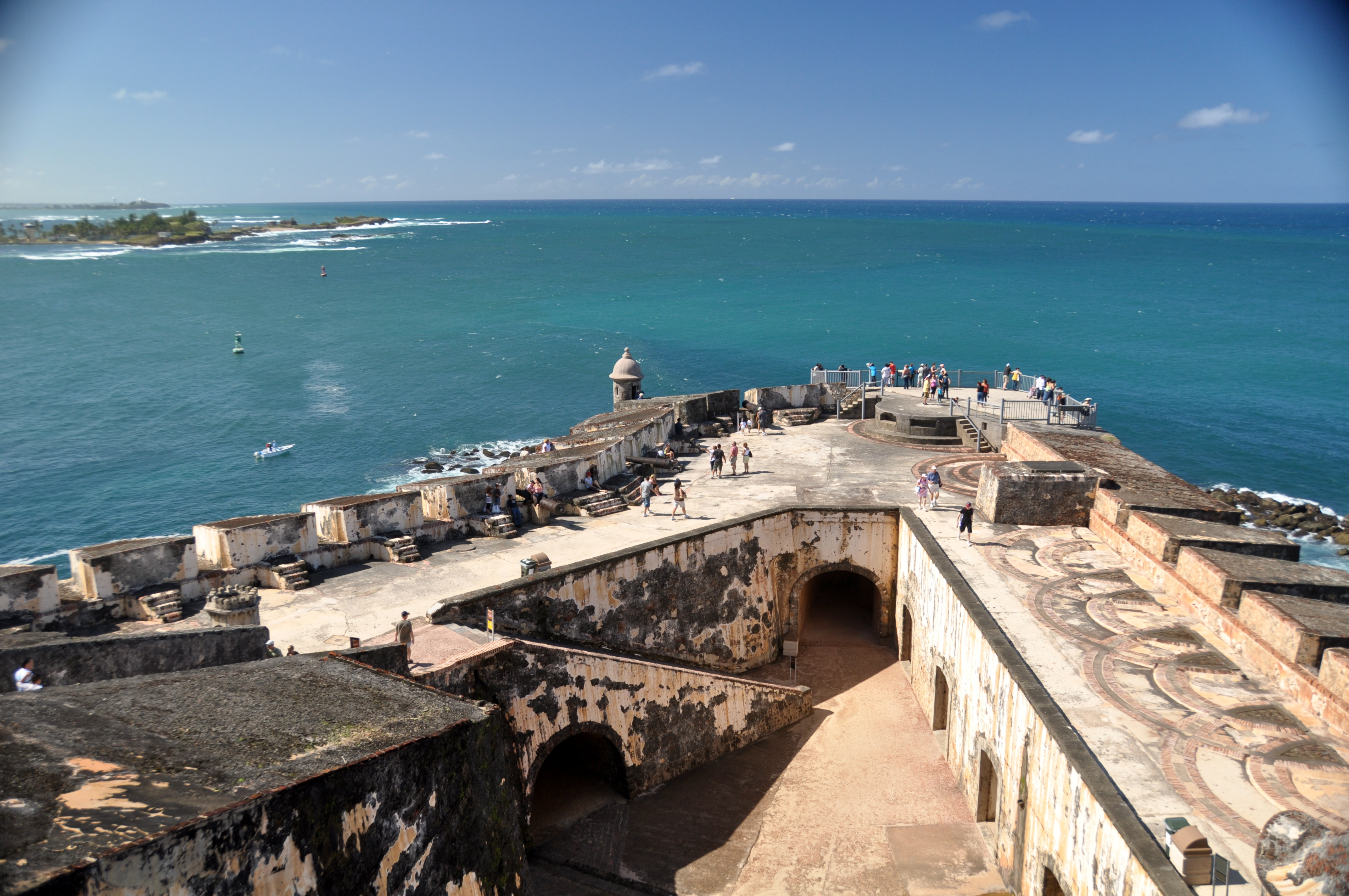
Entrada a la bahía, vista desde El Morro
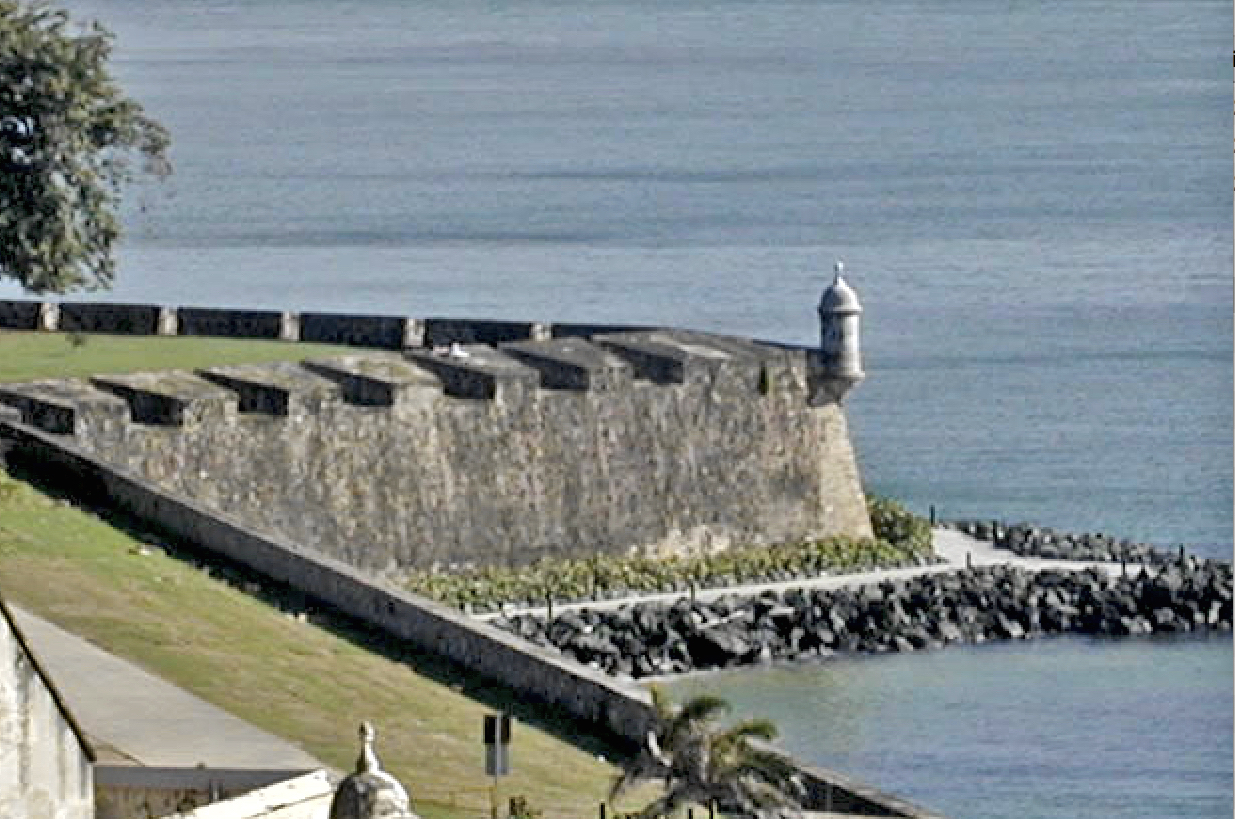
Vista desde las murallas de la ciudad
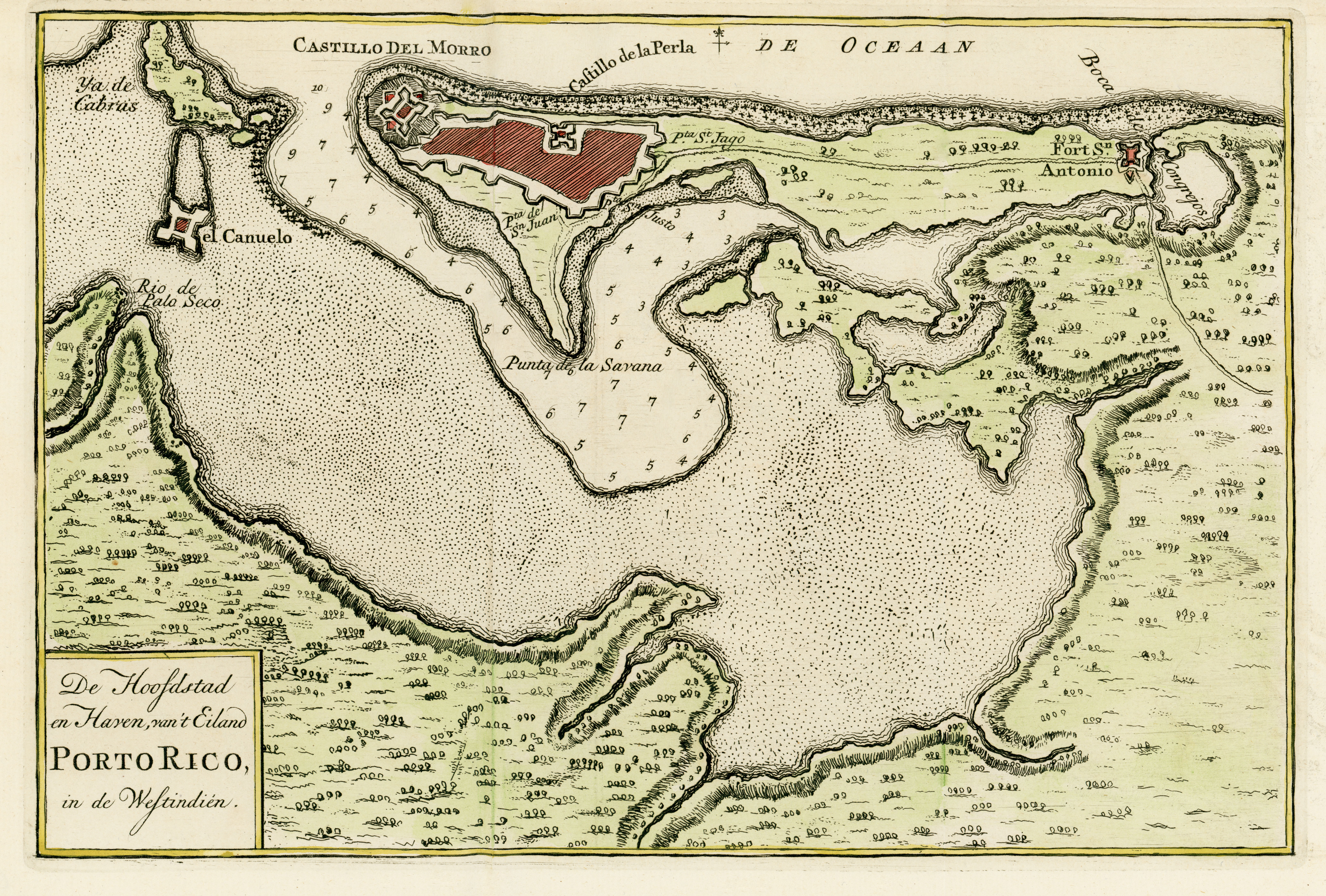
Mapa de 1766 por Isaak Tirion